# Communauté de communes du Pays de Lafrançaise
La communauté de communes du Pays de Lafrançaise est une communauté de communes française, située dans le département de Tarn-et-Garonne et la région Occitanie.

## Historique
La communauté de communes Coteaux et Plaines du Pays Lafrançaisain est créée à la suite du Schéma de coopération intercommunale (SDCI) prenant effet le 1er janvier 2017.
Elle est issue de la fusion de la communauté de communes du Sud Quercy de Lafrançaise et de la communauté de communes des Terrasses et Plaines des deux cantons (à l'exception des communes de La Ville-Dieu-du-Temple et Saint-Porquier). Elle est membre du Pôle d'équilibre territorial et rural Garonne-Quercy-Gascogne depuis 2017. En 2017, elle se nomme Coteaux et Plaines du Pays Lafrançaisain. Elle change de nom en 2022 et devient communauté de communes du Pays de Lafrançaise.

## Territoire communautaire

### Géographie
Située au nord  du département de Tarn-et-Garonne, la communauté de communes du Pays de Lafrançaise regroupe 11 communes et présente une superficie de 221 km2.

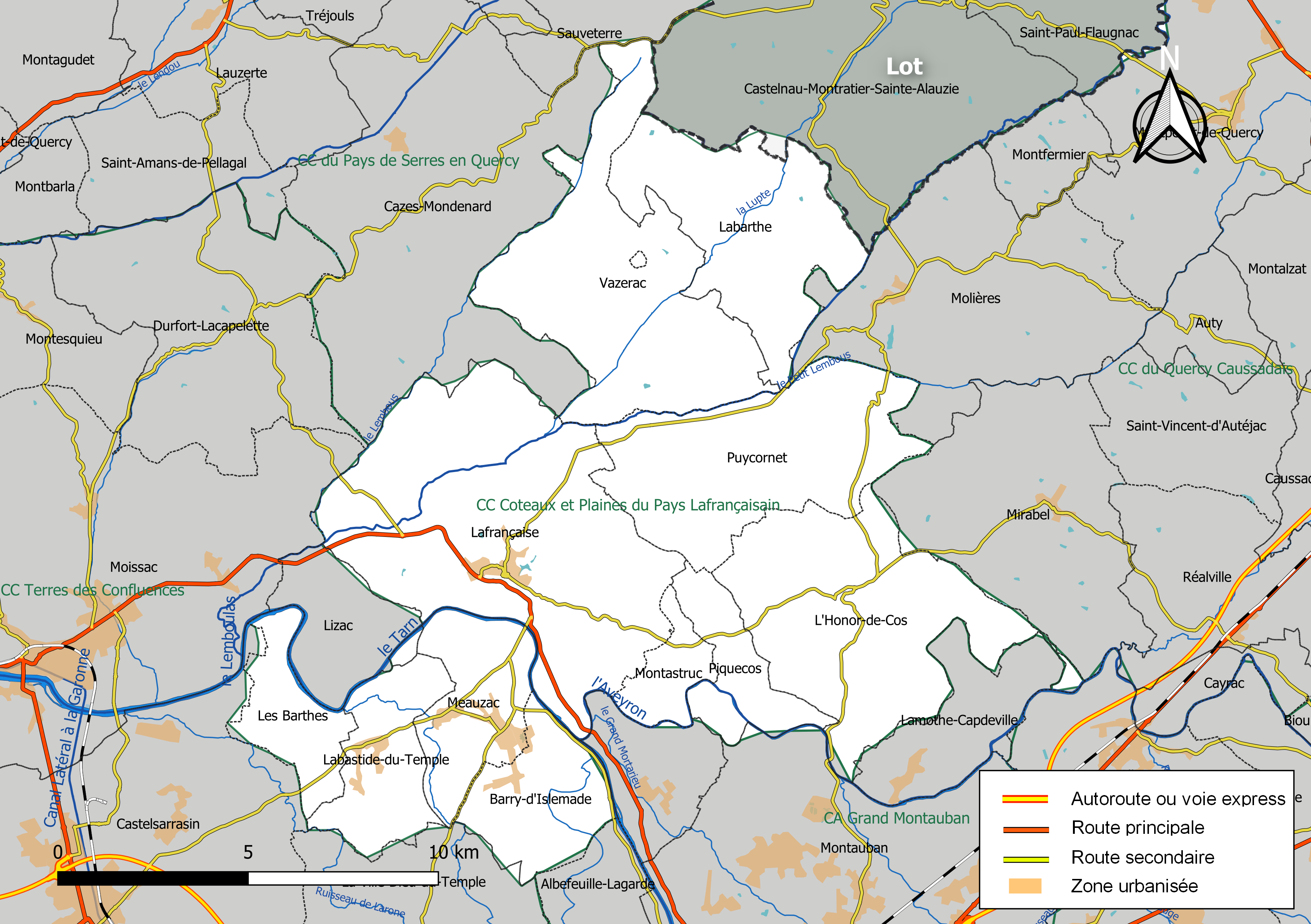
Carte de la communauté de communes du Pays de Lafrançaise au 1er janvier 2019.

### Composition

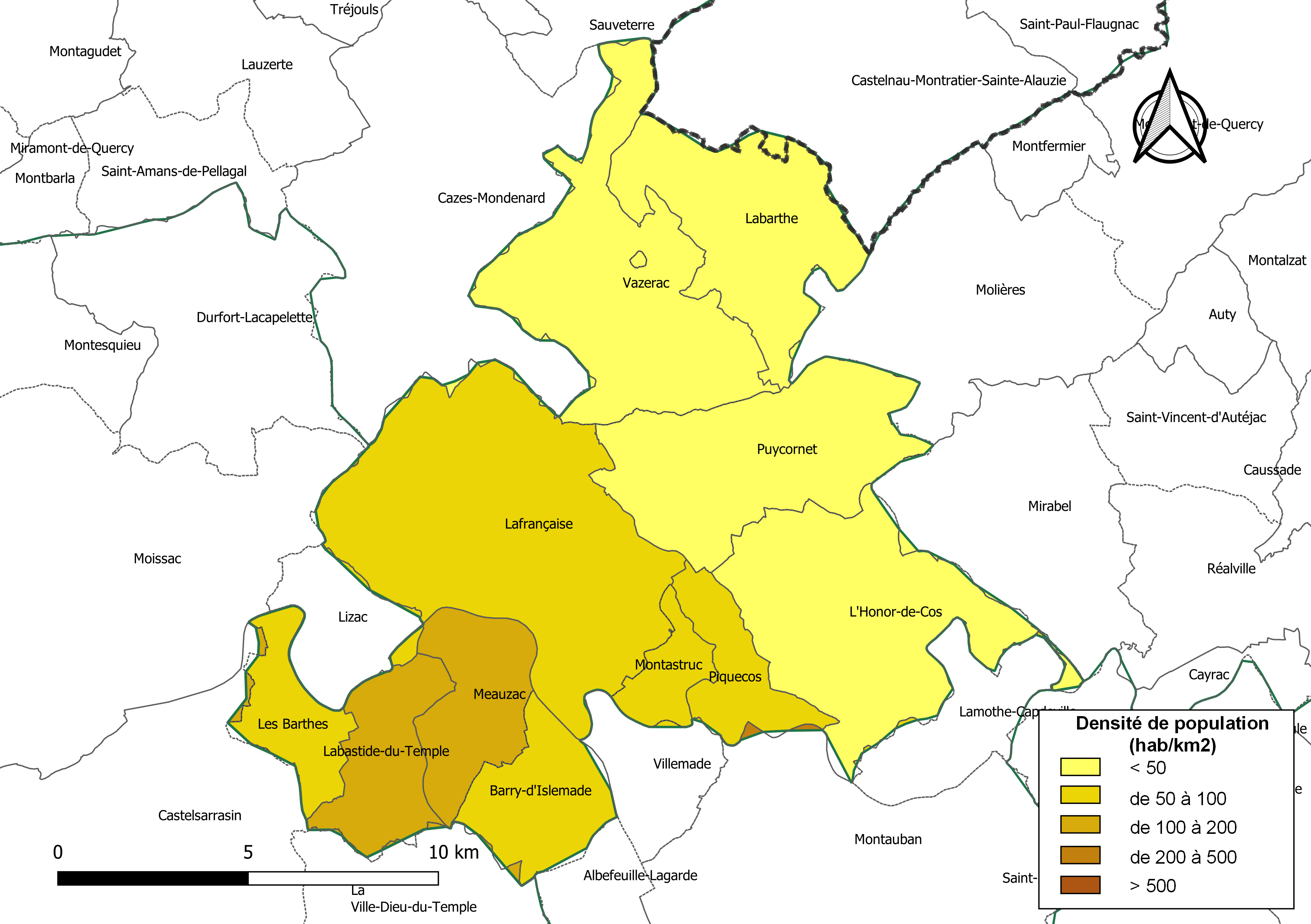
Carte des densités de population (millésimée 2016) des communes de la communauté de communes du Pays de Lafrançaise. Composition en communes au 1er janvier 2019.

La communauté de communes est composée des 11 communes suivantes :

| Nom                 | Code Insee | Gentilé        | Superficie (km2) | Population (dernière pop. légale) | Densité (hab./km2) |
| ------------------- | ---------- | -------------- | ---------------- | --------------------------------- | ------------------ |
| Lafrançaise (siège) | 82087      | Lafrançaisains | 50,82            | 2 839 (2022)                      | 56                 |
| Barry-d'Islemade    | 82011      | Barriens       | 11,35            | 931 (2022)                        | 82                 |
| Les Barthes         | 82012      | Barthais       | 8,2              | 586 (2022)                        | 71                 |
| L'Honor-de-Cos      | 82076      | Honorois       | 32,07            | 1 608 (2022)                      | 50                 |
| Labarthe            | 82077      | Labarthais     | 23,24            | 390 (2022)                        | 17                 |
| Labastide-du-Temple | 82080      | Templais       | 10,92            | 1 137 (2022)                      | 104                |
| Meauzac             | 82108      | Meauzacois     | 11,77            | 1 464 (2022)                      | 124                |
| Montastruc          | 82120      | Montastrucois  | 4,67             | 297 (2022)                        | 64                 |
| Piquecos            | 82140      | Piquecosais    | 7,79             | 455 (2022)                        | 58                 |
| Puycornet           | 82144      | Puycornetois   | 27,46            | 772 (2022)                        | 28                 |
| Vazerac             | 82189      | Vazeracais     | 32,68            | 767 (2022)                        | 23                 |

### Démographie
| 2014   |
| ------ |
| 10 978 |

## Liste des Présidents successifs
| Période                                  | Période  | Identité         | Étiquette | Qualité              |
| ---------------------------------------- | -------- | ---------------- | --------- | -------------------- |
| Les données manquantes sont à compléter. |          |                  |           |                      |
| 2017                                     | En cours | Thierry Delbreil | DVG       | Maire de Lafrançaise |